# Подчуфарова, Ольга Владимировна
О́льга Влади́мировна Подчуфа́рова (род. 5 августа 1992, Москва) — российская биатлонистка, мастер спорта международного класса, чемпионка мира среди юниоров 2013 в гонке преследования на 10 километров. Бронзовый призёр чемпионата мира по биатлону в Хохфильцене в смешанной эстафете. Первый тренер — Юрий Лелин.

## Биография
Обучалась в Государственном университете управления.

## Спортивная карьера

### Российские соревнования
В марте 2013 года на чемпионате России в Увате завоевала бронзовую медаль, проиграв победителю Екатерине Глазыриной 30 секунд.

### Юниорские и молодёжные соревнования
Чемпионка мира среди юниоров 2013 в гонке преследования на 10 км; на том же турнире стала серебряным призёром в спринте на 7,5 км и бронзовым призёром в эстафете 3×6 км. 
| Год  | Место проведения         | Возраст | Инд | Спр | Пр  | Эст | СМ |
| ---- | ------------------------ | ------- | --- | --- | --- | --- | -- |
| 2011 | ЛЧМ Нове-Место-на-Мораве | U21     | —   | 4   | 2   | —   | 1  |
| 2012 | ЧЕ Осрблье               | U21     | —   | 4   | DNS | —   | —  |
| 2012 | ЛЧМ Уфа                  | U21     | —   | 1   | 1   | —   | 1  |
| 2013 | ЧМ Обертиллиах           | U21     | 12  | 2   | 1   | 3   | —  |

### Кубок мира
В марте 2013 года вызвана в сборную России на этап Кубка мира в Сочи.
9 марта 2013 года дебютировала в Сочи в спринтерской гонке и заняла 58 место. Первые очки в Кубке мира набрала, заняв 30-е место, в следующей своей гонке — в спринте на этапе в Ханты-Мансийске.
В сезоне 2013/2014 лучшим результатом в Кубке мира стало 21 место в спринтерской гонке 20 марта 2014 года на этапе в Хольменколлене.
В первой же гонке сезона 2014/2015 в Эстерсунде (индивидуальная гонка) 4 декабря 2014 года улучшила рекорд — 11 место.
На следующем этапе, в Хохфильцене, в спринтерской гонке 12 декабря заняла 4 место, отстав от бронзы на полторы секунды.
20 декабря 2015 года на этапе в Поклюке (гонка с общего старта) заняла 3 место.
21 января 2016 года на этапе в Антхольце, в спринтерской гонке заняла 1 место, одержав свою первую победу на этапах Кубка мира.

### Чемпионаты мира
Участница чемпионатов мира 2015, 2016 и 2017 годов.
9 февраля 2017 года на чемпионате мира по биатлону в австрийском Хохфильцене в составе сборной России завоевала бронзу в смешанной эстафете.
| Соревнование     | Индивидуальная | Спринт | Преследование | Масс-старт | Эстафета | Микс   |
| ---------------- | -------------- | ------ | ------------- | ---------- | -------- | ------ |
| 2015 Контиолахти | 49             | 45     | 27            | —          | —        | 10     |
| 2016 Осло        | —              | 65     | —             | —          | —        | —      |
| 2017 Хохфильцен  | 26             | —      | —             | —          | 10       | Бронза |

### Олимпийские игры
Подчуфарова была включена в состав сборной России по биатлону для выступления на XXII Зимних Олимпийских играх в Сочи. Ольга приняла участие в индивидуальной гонке, заняв в итоге 49-е место.

### Рождественская гонка
В 2016 году в паре Алексеем Волковым приняла участие в «Рождественской гонки». Биатлонисты выиграли бронзовую медаль.

### Завершение карьеры
30 апреля 2018 года Ольга Подчуфарова объявила о завершении спортивной карьеры.
5 августа 2019 Ольга приняла решение возобновить карьеру. В октябре 2019 появилась информация о том, что Ольга Подчуфарова с нового сезона будет выступать за сборную Словении. В январе 2021 года биатлонистке отказали в гражданстве Словении и, она продолжила карьеру в России. В январе 2022 года Ольга Подчуфарова объявила об окончательном завершении карьеры.

## Результаты выступлений на Кубке мира
| 2017/2018 Итоги | 2017/2018 Итоги | Эстерсунд | Эстерсунд | Эстерсунд | Эстерсунд | Эстерсунд | Хохфильцен | Хохфильцен | Хохфильцен | Анси | Анси | Анси | Оберхоф | Оберхоф | Оберхоф | Рупольдинг | Рупольдинг | Рупольдинг | Антхольц | Антхольц | Антхольц | ОИ Пхёнчхан | ОИ Пхёнчхан | ОИ Пхёнчхан | ОИ Пхёнчхан | ОИ Пхёнчхан | ОИ Пхёнчхан | Контиолахти | Контиолахти | Контиолахти | Контиолахти | Хольменколлен | Хольменколлен | Хольменколлен | Тюмень | Тюмень | Тюмень |
| Очков           | Место           | Сусм      | См        | Инд       | Спр       | Пр        | Спр        | Пр         | Эст        | Спр  | Пр   | МС   | Спр     | Пр      | Эст     | Инд        | Эст        | МС         | Спр      | Пр       | МС       | Спр         | Пр          | Инд         | МС          | См          | Эст         | Спр         | Сусм        | См          | МС          | Спр           | Эст           | Пр            | Спр    | Пр     | МС     |
| 9               | 87              | —         | 6         | 69        | —         | —         | 32         | 42         | —          | —    | —    | —    | —       | —       | —       | —          | —          | —          | —        | —        | —        | —           | —           | —           | —           | —           | —           | —           | —           | —           | —           | —             | —             | —             | —      | —      | —      |

| 2016/2017 Итоги | 2016/2017 Итоги | Эстерсунд | Эстерсунд | Эстерсунд | Эстерсунд | Эстерсунд | Поклюка | Поклюка | Поклюка | Нове-Место | Нове-Место | Нове-Место | Оберхоф | Оберхоф | Оберхоф | Рупольдинг | Рупольдинг | Рупольдинг | Антхольц | Антхольц | Антхольц | ЧМ Хохфильцен | ЧМ Хохфильцен | ЧМ Хохфильцен | ЧМ Хохфильцен | ЧМ Хохфильцен | ЧМ Хохфильцен | Пхёнчхан | Пхёнчхан | Пхёнчхан | Контиолахти | Контиолахти | Контиолахти | Контиолахти | Хольменколлен | Хольменколлен | Хольменколлен |
| Очков           | Место           | Сусм      | См        | Инд       | Спр       | Пр        | Спр     | Пр      | Эст     | Спр        | Пр         | МС         | Спр     | Пр      | МС      | Эст        | Спр        | Пр         | Инд      | МС       | Эст      | См            | Спр           | Пр            | Инд           | Эст           | МС            | Спр      | Пр       | Эст      | Спр         | Пр          | Сусм        | См          | Спр           | Пр            | МС            |
| 150             | 45              | —         | 4         | 14        | 54        | 45        | 13      | 29      | 6       | 31         | 29         | —          | 47      | 29      | —       | 13         | 47         | —          | 8        | —        | 5        | 3             | —             | —             | 26            | 10            | —             | —        | —        | —        | —           | —           | —           | —           | —             | —             | —             |

| 2015/2016 Итоги | 2015/2016 Итоги | Эстерсунд | Эстерсунд | Эстерсунд | Эстерсунд | Эстерсунд | Хохфильцен | Хохфильцен | Хохфильцен | Поклюка | Поклюка | Поклюка | Рупольдинг | Рупольдинг | Рупольдинг | Рупольдинг | Рупольдинг | Рупольдинг | Антхольц | Антхольц | Антхольц | Канмор | Канмор | Канмор | Канмор | Преск-Айл | Преск-Айл | Преск-Айл | ЧМ Хольменколлен | ЧМ Хольменколлен | ЧМ Хольменколлен | ЧМ Хольменколлен | ЧМ Хольменколлен | ЧМ Хольменколлен | Ханты-Мансийск | Ханты-Мансийск | Ханты-Мансийск |
| Очков           | Место           | Сусм      | См        | Инд       | Спр       | Пр        | Спр        | Пр         | Эст        | Спр     | Пр      | МС      | Спр        | Пр         | МС         | Инд        | Эст        | МС         | Спр      | Пр       | Эст      | Спр    | МС     | Сусм   | См     | Спр       | Пр        | Эст       | См               | Спр              | Пр               | Инд              | Эст              | МС               | Спр            | Пр             | МС             |
| 458             | 16              | —         | 6         | 25        | 34        | 27        | 17         | 7          | 9          | 37      | 14      | 3       | 5          | 11         | 18         | 10         | 4          | 12         | 1        | 8        | 3        | 31     | —      | 4      | —      | 16        | —         | 7         | —                | 65               | —                | —                | —                | —                | —              | —              | отм            |

| 2014/2015 Итоги | 2014/2015 Итоги | Эстерсунд | Эстерсунд | Эстерсунд | Эстерсунд | Хохфильцен | Хохфильцен | Хохфильцен | Поклюка | Поклюка | Поклюка | Оберхоф | Оберхоф | Оберхоф | Рупольдинг | Рупольдинг | Рупольдинг | Антхольц | Антхольц | Антхольц | Нове Место | Нове Место | Нове Место | Нове Место | Хольменколлен | Хольменколлен | Хольменколлен | ЧМ Контиолахти | ЧМ Контиолахти | ЧМ Контиолахти | ЧМ Контиолахти | ЧМ Контиолахти | ЧМ Контиолахти | Ханты-Мансийск | Ханты-Мансийск | Ханты-Мансийск |
| Очков           | Место           | См        | Инд       | Спр       | Пр        | Спр        | Эст        | Пр         | Спр     | Пр      | МС      | Эст     | Спр     | МС      | Эст        | Спр        | МС         | Спр      | Пр       | Эст      | Сусм       | См         | Спр        | Пр         | Инд           | Спр           | Эст           | См             | Спр            | Пр             | Инд            | Эст            | МС             | Спр            | Пр             | МС             |
| 323             | 25              | —         | 11        | 13        | 15        | 4          | 8          | 4          | 5       | 21      | 20      | —       | —       | —       | —          | —          | —          | —        | —        | —        | —          | —          | 46         | 39         | 43            | 9             | 5             | 10             | 45             | 27             | 49             | —              | —              | 32             | 26             | —              |

| 2013/2014 Итоги | 2013/2014 Итоги | Эстерсунд | Эстерсунд | Эстерсунд | Эстерсунд | Хохфильцен | Хохфильцен | Хохфильцен | Анси | Анси | Анси | Оберхоф | Оберхоф | Оберхоф | Рупольдинг | Рупольдинг | Рупольдинг | Антхольц | Антхольц | Антхольц | Зимние Олимпийские игры (*) | Зимние Олимпийские игры (*) | Зимние Олимпийские игры (*) | Зимние Олимпийские игры (*) | Зимние Олимпийские игры (*) | Зимние Олимпийские игры (*) | Поклюка | Поклюка | Поклюка | Контиолахти | Контиолахти | Контиолахти | Хольменколлен | Хольменколлен | Хольменколлен |
| Очков           | Место           | См        | Инд       | Спр       | Пр        | Спр        | Эст        | Пр         | Эст  | Спр  | Пр   | Спр     | Пр      | МС      | Эст        | Инд        | Пр         | Спр      | Пр       | Эст      | Спр                         | Пр                          | Инд                         | МС                          | Эст                         | СМ                          | Спр     | Пр      | МС      | Спр         | Спр         | Пр          | Спр           | Пр            | МС            |
| 70              | 57              | —         | —         | —         | —         | —          | —          | —          | —    | —    | —    | —       | —       | —       | —          | —          | —          | —        | —        | —        | —                           | —                           | 49                          | —                           | —                           | —                           | 47      | 33      | —       | 31          | 55          | 26          | 21            | 24            | —             |

| 2012/2013 Итоги | 2012/2013 Итоги | Эстерсунд | Эстерсунд | Эстерсунд | Эстерсунд | Хохфильцен | Хохфильцен | Хохфильцен | Поклюка | Поклюка | Поклюка | Оберхоф | Оберхоф | Оберхоф | Рупольдинг | Рупольдинг | Рупольдинг | Антхольц | Антхольц | Антхольц | ЧМ Нове-Место | ЧМ Нове-Место | ЧМ Нове-Место | ЧМ Нове-Место | ЧМ Нове-Место | ЧМ Нове-Место | Хольменколлен | Хольменколлен | Хольменколлен | Сочи | Сочи | Сочи | Ханты-Мансийск | Ханты-Мансийск | Ханты-Мансийск |
| Очков           | Место           | См        | Инд       | Спр       | Пр        | Спр        | Пр         | Эст        | Спр     | Пр      | МС      | Эст     | Спр     | Пр      | Эст        | Спр        | МС         | Спр      | Пр       | Эст      | См            | Спр           | Пр            | Инд           | Эст           | МС            | Спр           | Пр            | МС            | Инд  | Спр  | Эст  | Спр            | Пр             | МС             |
| 26              | 74              | —         | —         | —         | —         | —          | —          | —          | —       | —       | —       | —       | —       | —       | —          | —          | —          | —        | —        | —        | —             | —             | —             | —             | —             | —             | —             | —             | —             | —    | 58   | —    | 30             | 26             | —              |